# Les Torres (la Seu d'Urgell)

Mapa del municipi de la Seu d'Urgell

Les Torres és un veïnat i partida del municipi de la Seu d'Urgell situat a la riba esquerra del riu Segre, a la plana de la Seu. La gent del país la subdivideix amb la partida de les Torres, l'Olla i Segalers.
En destaca el rec de l'Olla i Segalers de l'any 1818, que pren l'aigua del riu Segre al municipi d'Alàs i Cerc, a la Quera (a l'estret de les Cabanotes), i finalitza al riu d'Estaó.

## Partida de les Torres
La de les Torres és la partida més gran i es troba a llevant. L'accés és a través del pont de la Palanca per la LV-4008 i els camins d'Alàs i el Salit.
La partida té quinze finques qualificades de zona de sòl protegit de valor agrícola-ramader, algunes anteriors a l'any 1956, i algunes d'elles són explotacions agràries que han estat importants al municipi, entre d'altres: Ca l'Arnau, Casa Ganauet, Cal Tonico, Cal Cargolet, Cal Feliu, Cal Pastoret, Cal Bàrio, Cal Poblador i Cal Pona.
| Nom                   | Raons per la preservació                     |
| --------------------- | -------------------------------------------- |
| Cal Tonico            | socials                                      |
| Ca la Font del Duaner | històriques, mediambientals, paisatgístiques |
| Cal Truita            | històriques                                  |
| Cal Feliu             | històriques, mediambientals, paisatgístiques |
| Cal Cargolet          | històriques, mediambientals, paisatgístiques |
| Cal Pastoret          | històriques, mediambientals, paisatgístiques |
| Casa Ganauet          | històriques, mediambientals, paisatgístiques |
| Torre del Peu         | històriques                                  |
| Torre del Mig         | històriques, mediambientals, paisatgístiques |
| Torre del Cap         | històriques, mediambientals, paisatgístiques |
| Cal Pona              | històriques                                  |
| Cal Bàrio             | històriques, mediambientals, paisatgístiques |
| Borda de Cal Bàrio    | mediambientals, paisatgístiques, socials     |
| Cal Pobladó           | històriques, mediambientals, paisatgístiques |
| Ca l'Arnau            | històriques, socials                         |

### Cal Tonico
- Les Torres, 1. Accés des de la carretera LV-4008.

Habitatge unifamiliar aïllat. Construït l'any 1960. En el cadastre de rústica de l'any 1955 hi consta una casa. Murs de càrrega d'obra de fàbrica i forjats de biguetes de formigó i revoltó ceràmic.

### Ca la Font del Duaner
- Les Torres, 15. Accés des del camí del Salit.

Format per un habitatge unifamiliar aïllat i dos edificacions annexes d'ús agrícola. Data de l'any 1930, reformat el 1945.
Any de construcció: 1930. Reformat el 1945. Habitatge de murs de càrrega d'obra de fàbrica i forjats de bigues i empostat de fusta. Els annexes són de parets de càrrega de maçoneria no concertada d'obra de fàbrica amb forjats de biguetes de formigó i revoltó ceràmic i de bigues i empostat de fusta.

### Cal Truita
- Les Torres, 5. Accés des d'un camí provinent de la LV-4008.

Descripció conjunt: Conjunt format per una edificació que conté un habitatge, un cobert i un paller i una edificació annexa amb funció de cobert agrícola. Data de l'any 1930. Murs de càrrega d'obra de fàbrica i maçoneria no concertada i forjats de bigues i empostat de fusta. I el segon edifici de murs d'obra de fàbrica i forjats de bigues i empostat de fusta.

### Cal Feliu
- Les Torres, 6. Accés des de la carretera LV-4008.

Conjunt format per un habitatge unifamiliar aïllat, un paller i quadres. Totes deaten de 1950. Murs de càrrega d'obra de fàbrica, l'habitatge amb forjats de bigues i empostat de fusta i el paller amb forjats de biguetes de formigó i revoltó ceràmic i coberta de jàsseres d'acer.

### Cal Cargolet
- Les Torres, 4. Accés des de la carretera LV-4008.

Habitatge i coberts de recent construcció que s'aixequen sobre l'antic paller. L'habitatge data del 1944, el paller de 1860 i els coberts del 2007. L'habitatge és de murs de càrrega d'obra de fàbrica i forjats de biguetes de formigó i revoltó ceràmic i de bigues i empostat de fusta.

### Cal Pastoret
- Les Torres, 8. Accés des de la carretera LV-4008.

Edifici destinat a habitatge amb un cos annex d'ús agrícola i una altra edificació aïllada destinada a ús agrícola. Consta en el cadastre de rústica del 1955. Habitatge: Murs de càrrega d'obra de fàbrica i forjats de bigues i empostat de fusta.

### Casa Ganauet
- Les Torres, 17. Accés des del camí del Salit.

Edificacions adossades (casa vella, casa nova), que no estan comunicades interiorment, i per una sèrie de construccions auxiliars destinades a ús agrícola. La casa vella data del 1930, construïda amb murs de càrrega de maçoneria no concertada i forjats de bigues i empostat de fusta.

### Torre del Peu
- Les Torres, 7. Accés des d'un camí provinent de la LV-4008.

Format per un edifici destinat a habitatge i una sèrie de construccions auxiliars destinades a ús agrícola. Consta en el cadastre de rústica del 1955. Construïts amb murs de càrrega d'obra de fàbrica i forjats de biguetes de formigó i revoltó ceràmic.

### Torre del Mig
- Les Torres, 11. Accés des del camí d'Alàs.

Format per un edifici amb ús d'habitatge i una sèrie de construccions annexes com pallers i coberts d'ús agrícola. La casa data del 1800 i els annexes del 1960. Construïda amb murs de càrrega de maçoneria concertada i forjats de bigues i empostat de fusta i de biguetes de formigó i revoltó ceràmic.

### Torre del Cap

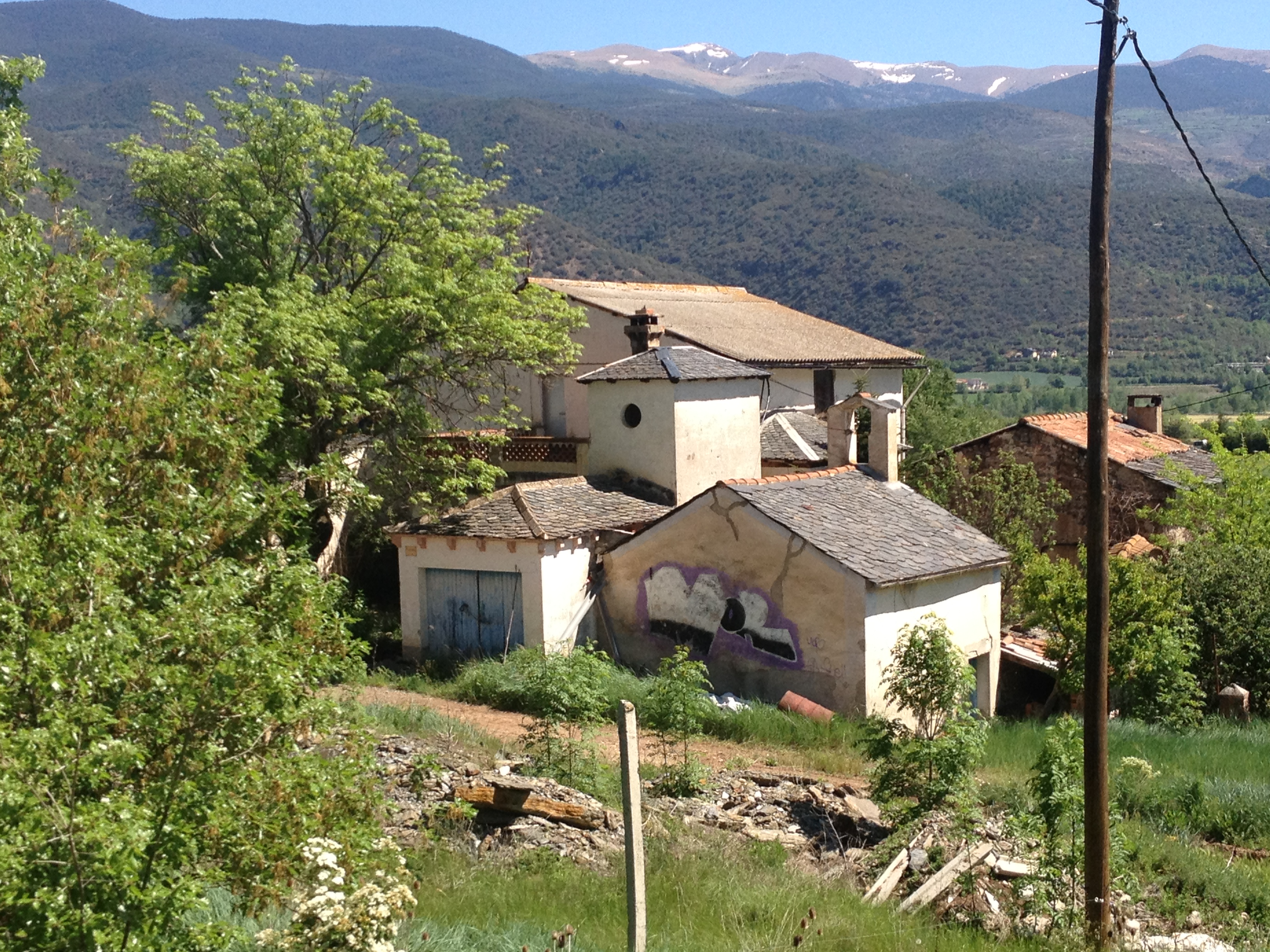
La Torre del Cap.

- Les Torres, 9. Accés des de la carretera de Cerc.

Format per diverses edificacions agregades, al voltant d'una era, dins de les quals s'hi troben tres habitatges, pallers, coberts i una ermita. Va ser construïda l'any 1836. Els habitatges están construïts amb murs de càrrega de maçoneria no concertada i forjats de bigues i empostat de fusta i l'ermita amb una coberta amb bigues i empostat de fusta. L’indret és coneixia com a Torre de Sant Jaume i la capella estava advocada a l’apòstol Sant Jaume.

### Cal Pona
- Les Torres, 12. Accés des d'un camí que enllaça amb el d'Alàs.

Un habitatge unifamilia i un conjunt de construccions annexes destinades a paller i coberts. Consta en el cadastre de rústica del 1955. Murs de càrrega d'obra de fàbrica i forjats de biguetes de formigó i revoltó ceràmic.

### Cal Bàrio
- Les Torres, 13. Accés des d'un camí que enllaça amb el d'Alàs.

Format per dos edificis destinats a habitatge (la casa vella i la casa nova), i dos pallers, l'era i un cobert que formen l'edifici. També hi ha uns antics coberts en ruïnes. La casa vella i l'antic cobert daten del 1920 i 1890 respectivament, i la casa nova del 1934. Parets de càrrega de maçoneria no concertada i forjats de bigues i empostat de fusta.

### Borda de Cal Bario
- Les Torres. Accés des d'un camí que enllaça amb el d'Alàs.

Format per una agrupació d'edificis B,C,D destinats íntegrament a ús agrícola, d'un edifici A, annexionat als anteriors, destinat a ús agrícola i ús residencial amb dos habitatges i una altra construcció desvinculada de les anteriors, edifici D, d'ús agrícola. La casa data del 1990, i l'agrupació d'edificis agrícols de 1989, 1992 i 1980. Murs de càrrega d'obra de fàbrica de formigó amb alguns pilars metàl·lics i cobertes amb jàsseres i bigues d'acer.

### Cal Pobladó
- Les Torres, 14. Accés des d'un camí que enllaça amb el d'Alàs.

Format per dos agrupacions d'edificacions, el primer format per la casa vella, la casa principal, pallers, coberts, corrals i quadra. A pocs metres trobem la segona agrupació formada per un edifici destinat a habitatge i un magatzem. La casa vella i pallers i coberts daten del 1750, la casa principal del 1916.Murs de càrrega de maçoneria no concertada i forjats de bigues i empostat de fusta i de biguetes formigó i revoltó ceràmic.

### Ca l'Arnau
- Les Torres, 11-16. Accés des del camí del Salit.

Es tracta d'un habitatge unifamiliar aïllat. Consta en el cadastre de rústica del 1955. Murs de càrrega d'obra de fàbrica i forjats de biguetes de formigó i revoltó ceràmic.